# Sodai Italia
Sodai Italia - Società Depurazione Acque Industriali Italia S.p.A. è un'azienda italiana che opera nel settore della depurazione e del trattamento delle acque reflue industriali prodotte soprattutto dalle Officine di Manutenzione di Trenitalia e della gestione dei suoi impianti fognari, ma anche di clienti terzi.

## Storia
L'azienda viene fondata da Trenitalia nel luglio 2002 come Hydroitalia S.p.A., alla quale vengono conferiti 46 impianti per la depurazione e del trattamento delle acque reflue industriali, prodotte dalle Officine di Manutenzione di Trenitalia.
Nel febbraio 2003 Hydroitalia diventa En. Hydro S.p.A. con l'entrata nel capitale sociale da parte di EnerTad S.p.A. ed Enel Hydro S.p.A. con il 25,5% ciascuno.
Nel 2004 En. Hydro si scinde in due società: Sodai Italia S.p.A. e Wisco S.p.A. ricevendo 23 impianti a testa.
Il 16 ottobre 2008, ERG Renew, nuova denominazione di EnerTad (in seguito all'acquisizione di quest'ultima nel 2006 da parte di Erg S.p.A.), acquista il restante 49% detenuto da Trenitalia.
Alla fine del 2011 Italveco S.r.l., società di progettazione, costruzione, manutenzione e gestione di impianti per la depurazione delle acque, acquisisce il 100% delle azioni Sodai Italia S.p.A..

## Impianti di depurazione
Alessandria, Asti, Novara, Cuneo, Torino Smistamento, Lecco, Milano Fiorenza, Milano Smistamento, Voghera, Genova Trasta, Savona, Pisa, Firenze PP, Firenze Romito, Siena, Civitavecchia, Roma San Lorenzo, Roma Smistamento, Foligno, Ancona, Fabriano, Sulmona, San Nicola di Melfi.